# Андрианов, Владимир Илларионович
Владимир Илларионович Андрианов (встречается также написание фамилии как Адрианов; 10 июня 1885, Вильно — после 1919) — эсер, капитан, делегат Всероссийского Учредительного собрания.

## Биография
Владимир Андрианов родился в семье офицера, поручика Иллариона Андриановича Андрианова (из сословия почётных граждан), умершего вскоре после рождения сына.
Окончил Виленскую гимназию. Поступил в Виленский университет, откуда перешёл в Императорский Санкт-Петербургский университет и окончил его физико-математический факультет в 1909 году.
В июле-августе 1909 года Андрианов служил в Гродненском акцизном управлении штатным контролером 7-го округа. В 1909—1911 годах он состоял учителем математики, физики и естествоведения Барнаульской женской гимназии Будкевич, из которой вынужден был уйти (в июле 1911) из-за конфликта с администрацией гимназии. Одновременно с работой в женской гимназии, он занимался активной общественной деятельностью, являясь членом совета Барнаульского школьного общества.
В августе 1911 года Андрианов покинул Барнаул, получив назначение учителем математики в Омскую мужскую гимназию — но уже на ноябрь 1911 года был назван ее бывшим учителем.
Владимир Андрианов являлся поднадзорным с 1898 года. Он вступил в партию социалистов-революционеров (ПСР) в 1904 году. По решению суда находился в ссылке в Иркутской губернии.
Во время Первой мировой войны, в 1917 году, штабс-капитана Андрианов состоял на должности помощника комиссара Румынского фронта. В том же году он был избран депутатом Учредительного собрания от Румынского фронта (список № 3).
В июле 1918 года Андрианов был командиром 3-й роты Барнаульского полка. 27 июля 1918 года он получил тяжелое ранение в голову в бою под станцией Култук у озера Байкал. За боевые отличия был произведен в капитаны (приказ по Сибирской армии от 18 сентября 1918 года). На 8 октября 1919 года находился в Барнауле, в распоряжении начальника гарнизона города. Дальнейшая судьба точно не установлена.

## Семья
Отец: Илларион Андрианович Андрианов (20 марта 1844 — 15 августа 1885) — из крестьян Калужской губернии; окончил в 1875 году Виленское пехотное юнкерское училище по 2-му разряду, выпущен в 107-й пехотный Троицкий полк; поручик 18-го резервного пехотного батальона.
Жена: Анна Александровна Горлинская, происходившая из крестьян Крайской волости Вилейского уезда (в браке с 29 января 1906 года).

### Архивная литература
- ГА РФ. Ф. 102 — Департамент полиции Министерства внутренних дел, 7 д/п, 1904, д. 1860, ч. 5; ОО, 1898, д. 8, 80; 1907, д. 100.